# Mont Brouilly
Il Mont Brouilly (484 m s.l.m.) è una collina del Massiccio centrale, nella Francia centro-orientale.

## Caratteristiche
La sommità del Brouilly, appartiene alla regione storica del Beaujolais, suddivisa fra i comuni di Odenas e Saint-Lager, entrambi nel dipartimento del Rodano. In cima al monte vi è la cappella di Notre-Dame-aux-Raisins.

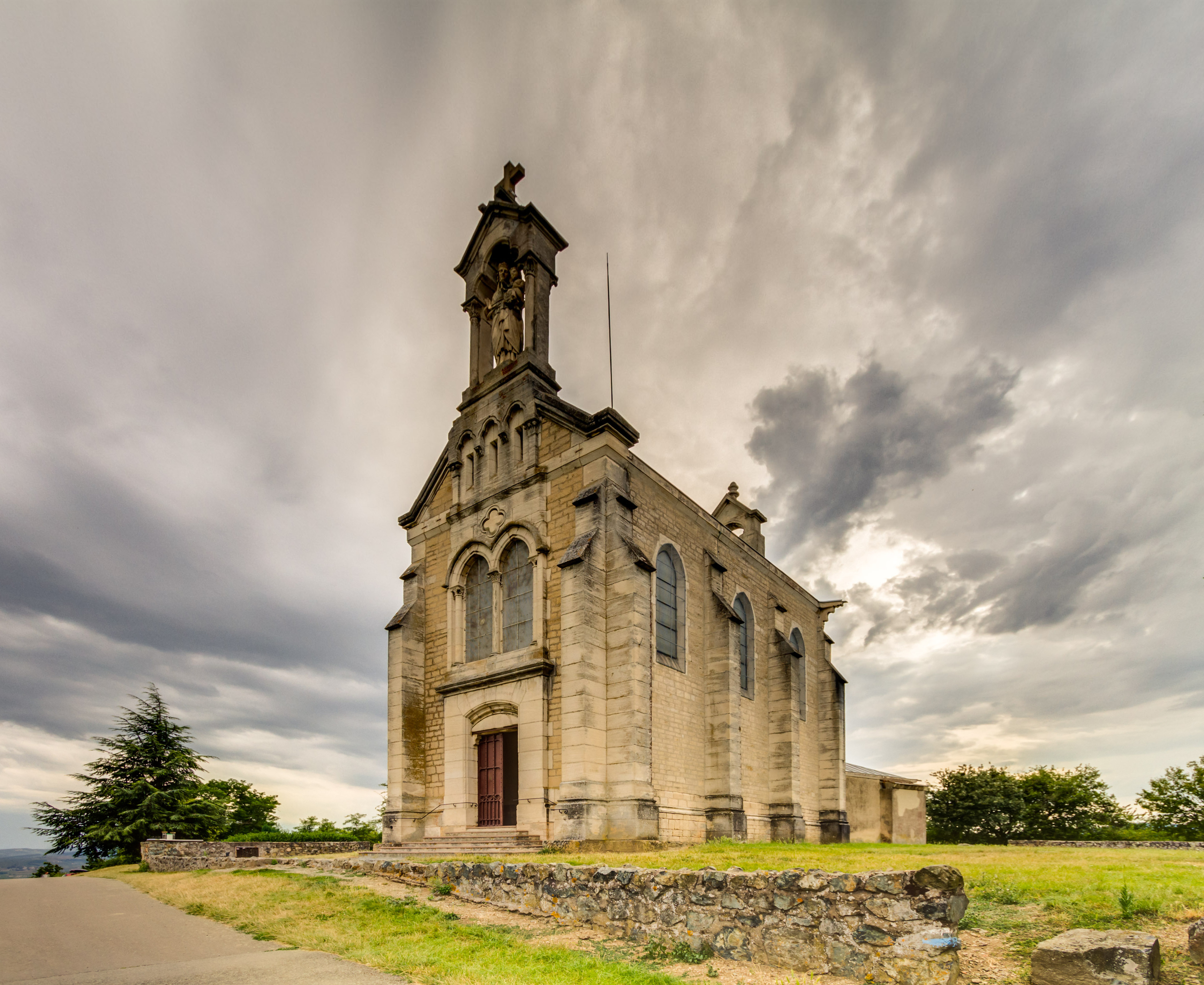
La cappella del Brouilly

.

## Sport
Il Brouilly è stato conosciuto in ambito internazionale, grazie alla manifestazione ciclistica della Parigi-Nizza: la prima volta che fu affrontato era il 2014, durante la quinta tappa Nevers > Belleville. Successivamente venne inserito nella 2016 come arrivo della terza tappa, ma quest'ultima venne annullata. L'asperità viene riproposta nel 2017, come cronoscalata.